# Vega de Santa María
Vega de Santa María – gmina w Hiszpanii, w prowincji Ávila, w Kastylii i León, o powierzchni 18,18 km². W 2011 roku gmina liczyła 96 mieszkańców.